# Moszczaniec
Moszczaniec' [mɔʂˈt͡ʂaɲet͡s] (tiếng Ukraina: Мощанець, Moshchanets ) là một ngôi làng thuộc khu hành chính của Gmina Komańcza, thuộc hạt Sanok, nằm trong Subcarpathian Voivodeship (tỉnh) của miền đông nam Ba Lan, gần biên giới với Slovakia. Nó nằm khoảng 6 kilômét (4 mi) về phía tây của Wisłok Wielki dọc theo con đường chính, 26 km (16 mi) phía tây nam của Sanok và 67 km (42 mi) về phía nam thủ đô khu vực Rzeszów.
Ngôi làng có dân số 250 người.
Kể từ cuối những năm 1950, Moszczaniec đã chứng kiến việc xây dựng một thuộc địa hình sự rộng lớn, có chỗ cho khoảng 500 tù nhân. Warders và các nhân viên phụ trợ khác, bao gồm cả các quan chức của State Farm, nơi hầu hết các tù nhân làm việc, được bố trí một khu nhà ở mới trong các căn hộ bốn tầng. Nó là một loại đồn trú định cư, được cung cấp trực tiếp dưới dạng Komancza, không có cửa hàng, trường học, hoặc các tổ chức công cộng dưới bất kỳ hình thức nào. Nó không có nhà thờ, và tương đối ít người dân sử dụng các dịch vụ ở Wisłok Wielki.